# Bolboleaus quadriarmigerus
Bolboleaus quadriarmigerus là một loài bọ cánh cứng trong họ Geotrupidae. Loài này được miêu tả khoa học năm 1954 bởi Howden.